# Alfonso Irigoyen

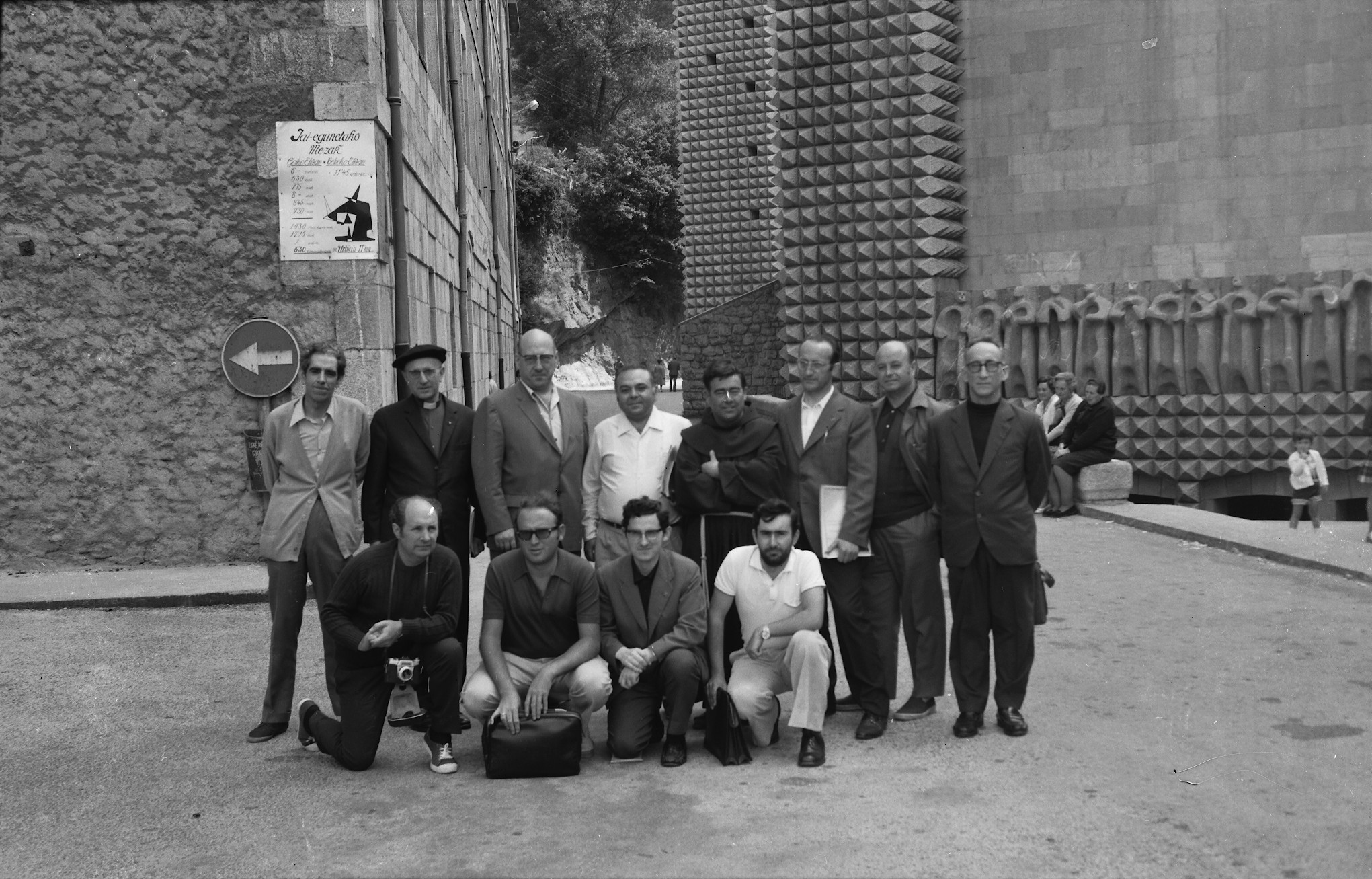
Els membres de la Reial Acadèmia de la Llengua Basca (Euskaltzaindia) reunits en el santuari de Aránzazu el 1972. A dalt, d'esquerra a dreta: Koldo Mitxelena, Iratzeder, Jean Haritxelhar, Alfonso Irigoyen, Luis Villasante, José María Satrústegi, Patxi Altuna i Imanol Berriatua. Sota: Juan San Martín, José Luis Lizundia, Joseba Intxausti i Xabier Kintana.

Alfonso Irigoyen Echevarría o Alfontso Irigoien, (Bilbao, 14 de novembre de 1929 - 16 de desembre de 1996), va ser un lingüista, escriptor, bertsolari i acadèmic basc, amb una extensa obra en basc i espanyol.

## Biografia
Llicenciat en Filologia romànica per la Universitat de Salamanca, es va doctorar a la mateixa universitat. El 1976 va treballar com a professor a la Facultat de Filosofia i Lletres de la Universitat de Deusto. Membre de la Reial Acadèmia de la Llengua Basca des de 1957, secretari i director de la revista Euskera, va tenir un paper clau en la reorganització i pervivència de l'acadèmia després de la postguerra. Va participar en el Congrés de Arantzazu de 1968 on va defensar les tesis en suport d'un basc unificat. Reconegut com un expert lingüista del basc, els seus nombrosos articles de filologia publicats en diferents revistes especialitzades es varen reunir més tard en cinc volums en l'obra, De re Philologica lingua uasconicae: En torno a la toponímia vasca y circumpirenaica (Bilbao, 1986), Observaciones en torno a la obra Toponymie Basque de Jean-Baptiste Orpustan (Bilbao, 1990), En torno de la evolución i desarrollo del sistema verbal vasco (Bilbao, 1985), Pertsona-izenak euskaraz nola eman (Bilbao, 1994) i Kultura-hitzak euskaraz: (lexikon culturale) et nomina exonomastica scribendi forma in lingua vasconum (Bilbao, 1995). Uns mesos abans de la seva mort, el 1996, va publicar el seu darrer llibre: Bibliako eta Grezia Zaharreko pertsona-izenak.
Va tenir gran interès en el bertsolarisme, i va contribuir al renaixement dels campionats de bertsolaris. Va conrear a més, entre altres facetes artístiques, tant la pintura i l'escultura, com la poesia, rebent nombrosos premis per la seva obra poètica que va començar a publicar a partir de 1979 amb Herrian bizi gara.